# تاگ فلت (اکلاهما)
تاگ فلت(به انگلیسی: Tagg Flats) شهری در ایالت اکلاهما کشور ایالات متحده آمریکا است که جمعیت آن در سرشماری سال ۲۰۱۰ میلادی، ۱۳ نفر بوده‌است.